# André Ehrenberg
André Ehrenberg (* 2. ledna 1972 Braunschweig, Dolní Sasko) je bývalý německý vodní slalomář, kanoista závodící v kategorii C2. Jeho partnerem v lodi byl Michael Senft.
Na mistrovstvích světa získal tři stříbrné (C2 – 1997; C2 družstva – 2002, 2003) a dvě bronzové medaile (C2 družstva – 1995, 1997). Z evropských šampionátů si přivezl jednu zlatou (C2 družstva – 1996) a jednu bronzovou medaili (C2 družstva – 2002). Na Letních olympijských hrách 1996 v Atlantě získal bronzovou medaili, v Sydney 2000 byl osmý.